# E. Marlitt

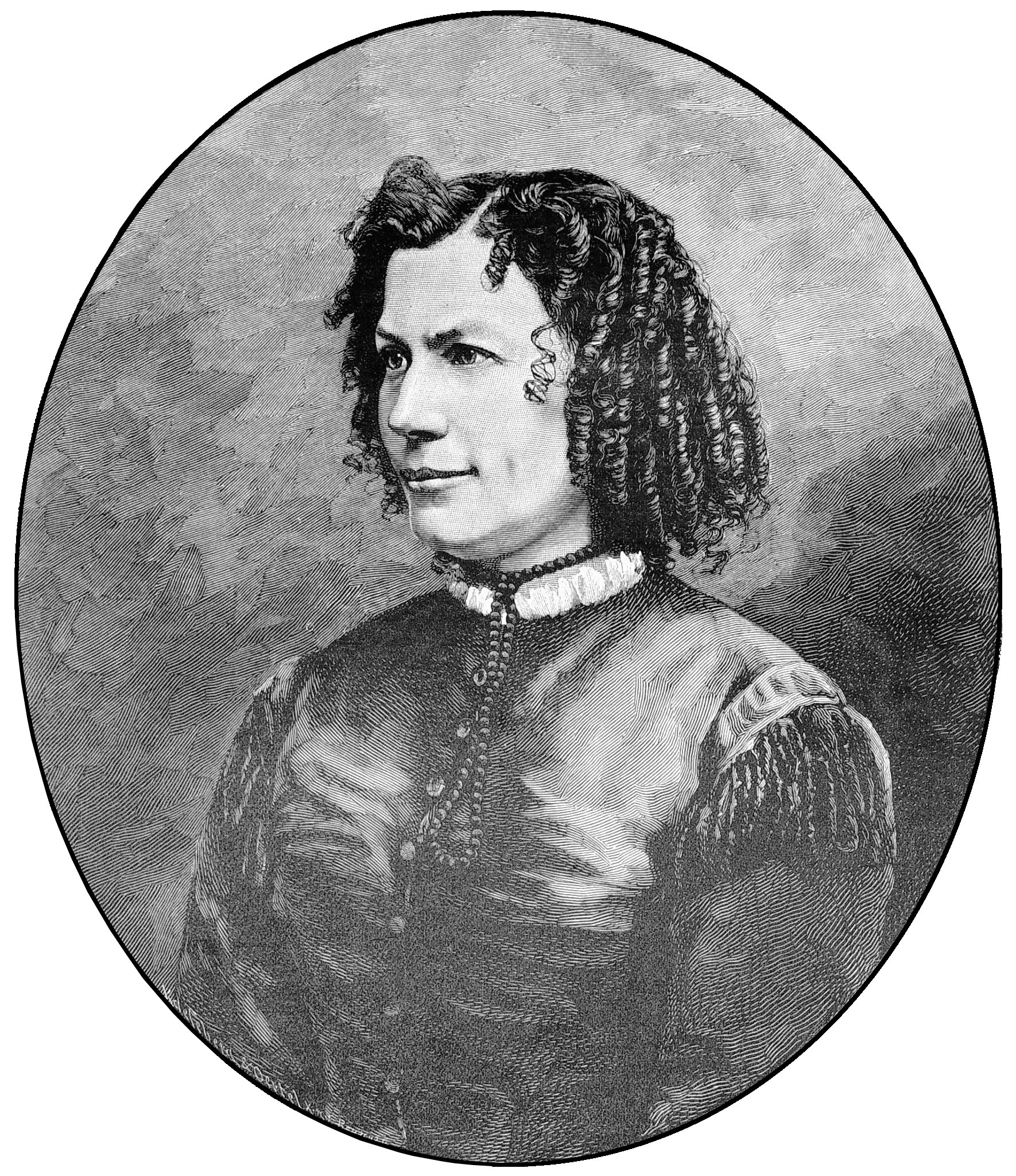
E. Marlitt nach einer Zeichnung von Rudolf Huthsteiner

E. Marlitt, bürgerlicher Name Friederike Henriette Christiane Eugenie John (* 5. Dezember 1825 in Arnstadt; † 22. Juni 1887 ebenda), war eine deutsche Schriftstellerin. Neben Ottilie Wildermuth, Friedrich Wilhelm Hackländer und Marie Nathusius zählte Marlitt zu den meistgelesenen deutschen Romanautoren ihrer Zeit.
Fast ihr gesamtes Werk erschien zunächst in Form von Fortsetzungsprosa in der Familienwochenschrift Die Gartenlaube. In den darauf folgenden ersten Buchveröffentlichungen waren alle Texte durch namhafte Künstler der Zeit reich illustriert.

## Leben

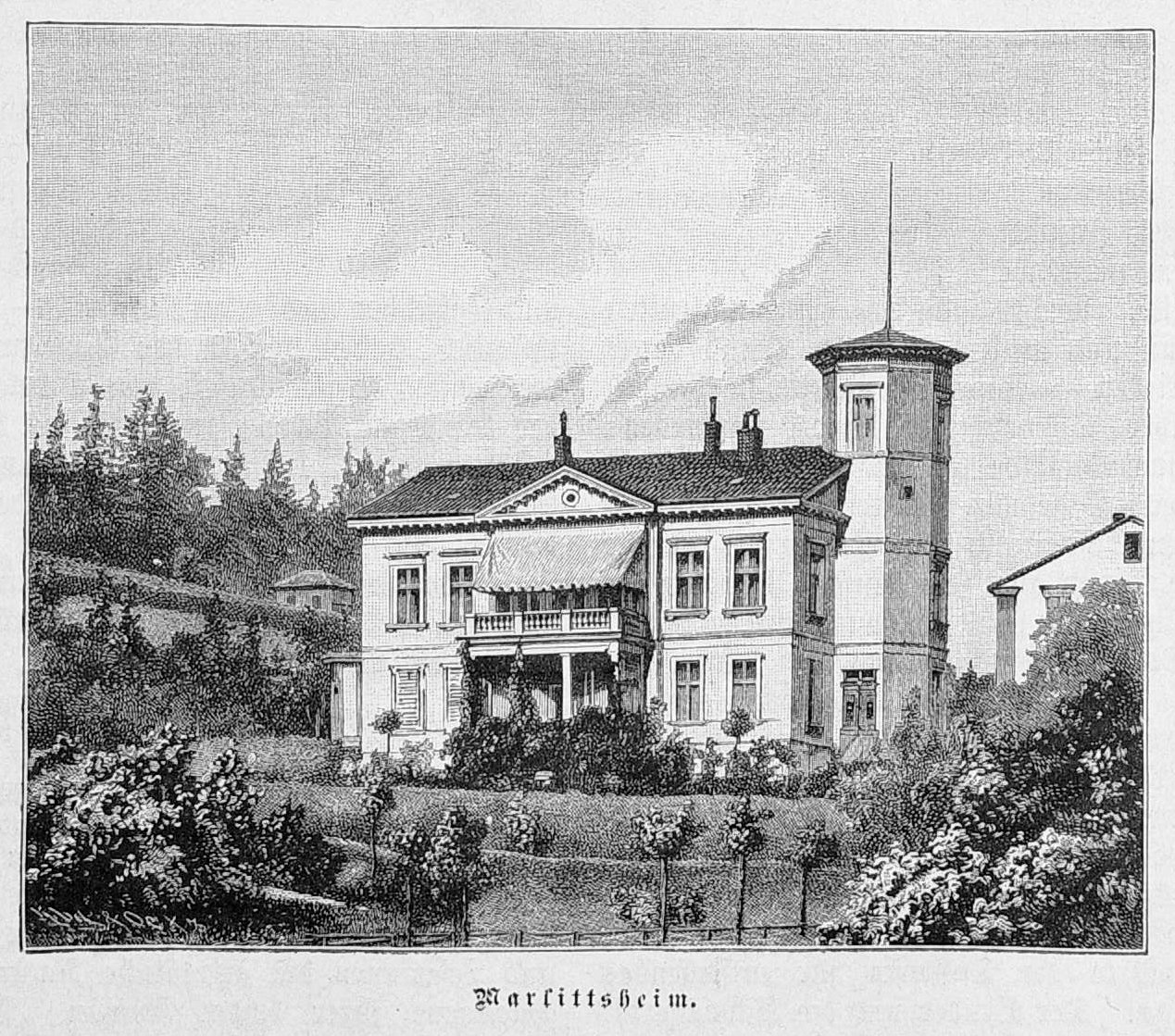
Marlittsheim (Gartenlaube, 1887)

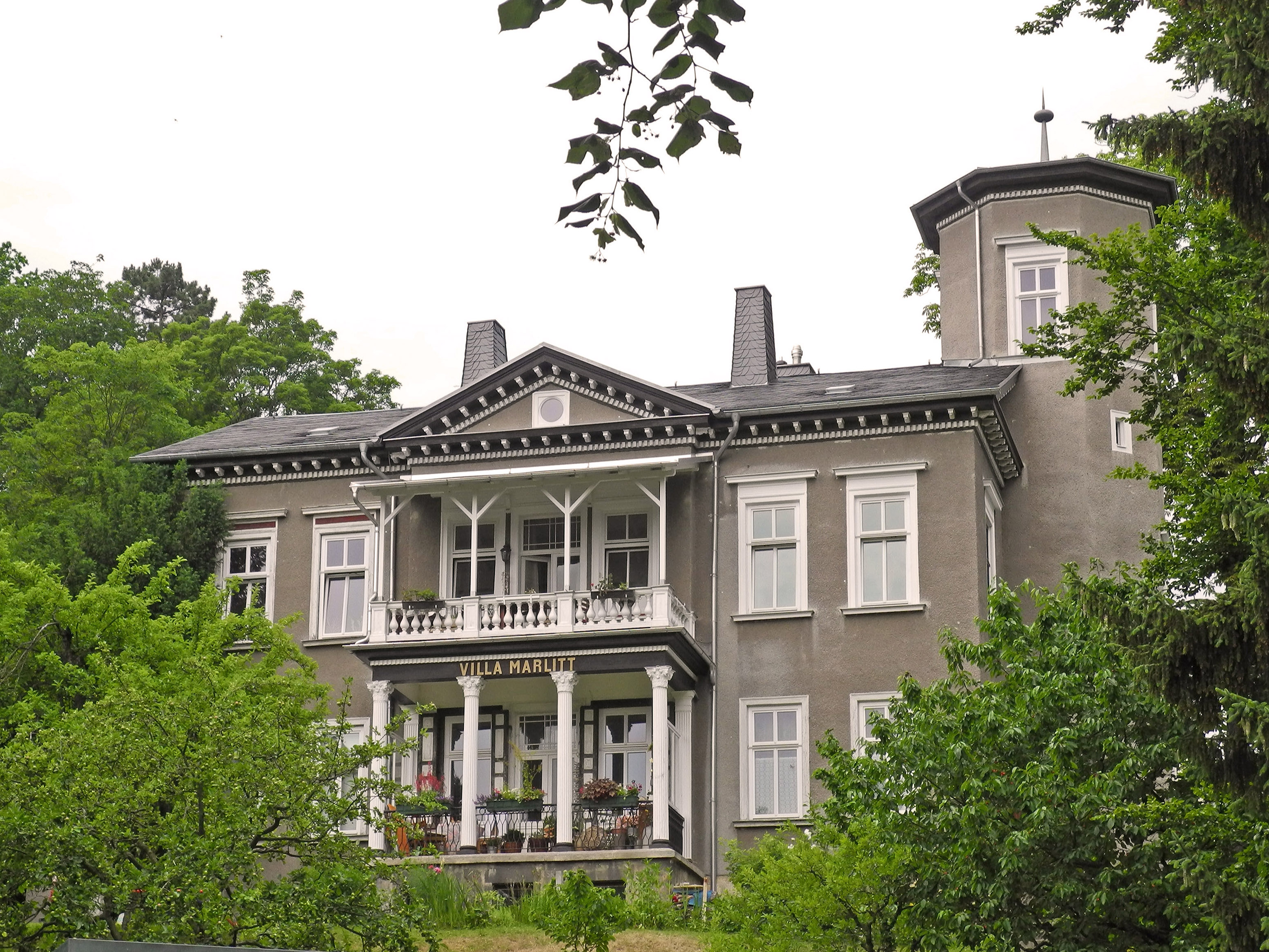
Die Villa heute (Marlittstr. 9, Arnstadt). Das im Stil einer Renaissance-Villa erbaute Haus befindet sich in Privatbesitz und kann nicht besichtigt werden.

Eugenie John wurde als zweites von fünf Kindern von Ernst Johann Friedrich John und dessen Frau, geborene Johanna Böhm, in Arnstadt, dem Zentrum der Schwarzburg-Sondershäuser Oberherrschaft, geboren. Ernst John, zunächst Kaufmann (Leihbibliothekar), verdiente das Familieneinkommen nach seinem Bankrott als Porträtmaler. Eugenie John ließ bereits früh schriftstellerische und auch stimmliche Begabung erkennen. Die Fürstin Mathilde von Schwarzburg-Sondershausen ließ sie zunächst am Hof zu Schwarzburg-Sondershausen, später in Wien in allgemeinbildenden Fächern, am Klavier und als Sängerin ausbilden. Nach ersten Bühnenerfolgen in Sondershausen, Arnstadt, Linz, Graz und Lemberg musste Eugenie John allerdings wegen eines Gehörleidens 1853 den Beruf einer fürstlichen Kammersängerin aufgeben. Sie wurde stattdessen Vorleserin und Gesellschaftsdame bei der Fürstin und begleitete sie auf ihren vielen Reisen. Finanzielle Probleme der Fürstin zwangen diese später, ihre Hofhaltung einzuschränken und John 1863 zu entlassen. Seither lebte sie bei der Familie ihres Bruders Alfred, der Realschullehrer in Arnstadt war, und verdiente sich Geld mit Näh- und Stickarbeiten, Klavier- und Gesangsunterricht.
1865 sandte Eugenie John unter dem Pseudonym „E. Marlitt“ zwei Novellen nach Leipzig an den Herausgeber der Monatszeitschrift Die Gartenlaube, Ernst Keil. Die Verwendung eines männlich klingenden Pseudonyms war ein Kunstgriff, den viele Nachwuchsautorinnen der Zeit zu ihrem eigenen Schutz gewählt haben (George Sand, Geschwister Brontë, George Eliot, Louisa May Alcott). Wie sie gerade auf den Namen „Marlitt“ kam, hat sie nie öffentlich geäußert. Keil veröffentlichte in der Gartenlaube ihre Erzählung Die zwölf Apostel und nur wenig später auch ihren  Erstlingsroman Goldelse, den die Autorin eigentlich für seine Verlagsbuchhandlung angeboten hatte. Der Erfolg war immens, Marlitt avancierte zur Starautorin der Gartenlaube. Der Verkaufserlös der Buchausgabe ihres dritten Romans, Reichsgräfin Gisela, war so groß, dass sie davon eine prächtige Villa am Stadtrand von Arnstadt erwerben konnte, die sie „Marlittsheim“ nannte.
Bis 1885 veröffentlichte sie in der Gartenlaube insgesamt neun Romane, ein zehnter, für den Marlitt nur wenig mehr als ihren Namen gab – Hauptautorin war Wilhelmine Heimburg –, folgte postum. Marlitt wird, nach Harriet Beecher Stowe, als eine der ersten Bestsellerautorinnen der Welt angesehen; sie hatte wesentlichen Anteil daran, dass die Zahl der Abonnenten der Gartenlaube zwischen 1865 und Mitte der 1880er Jahre von 100.000 auf etwa 400.000 stieg.

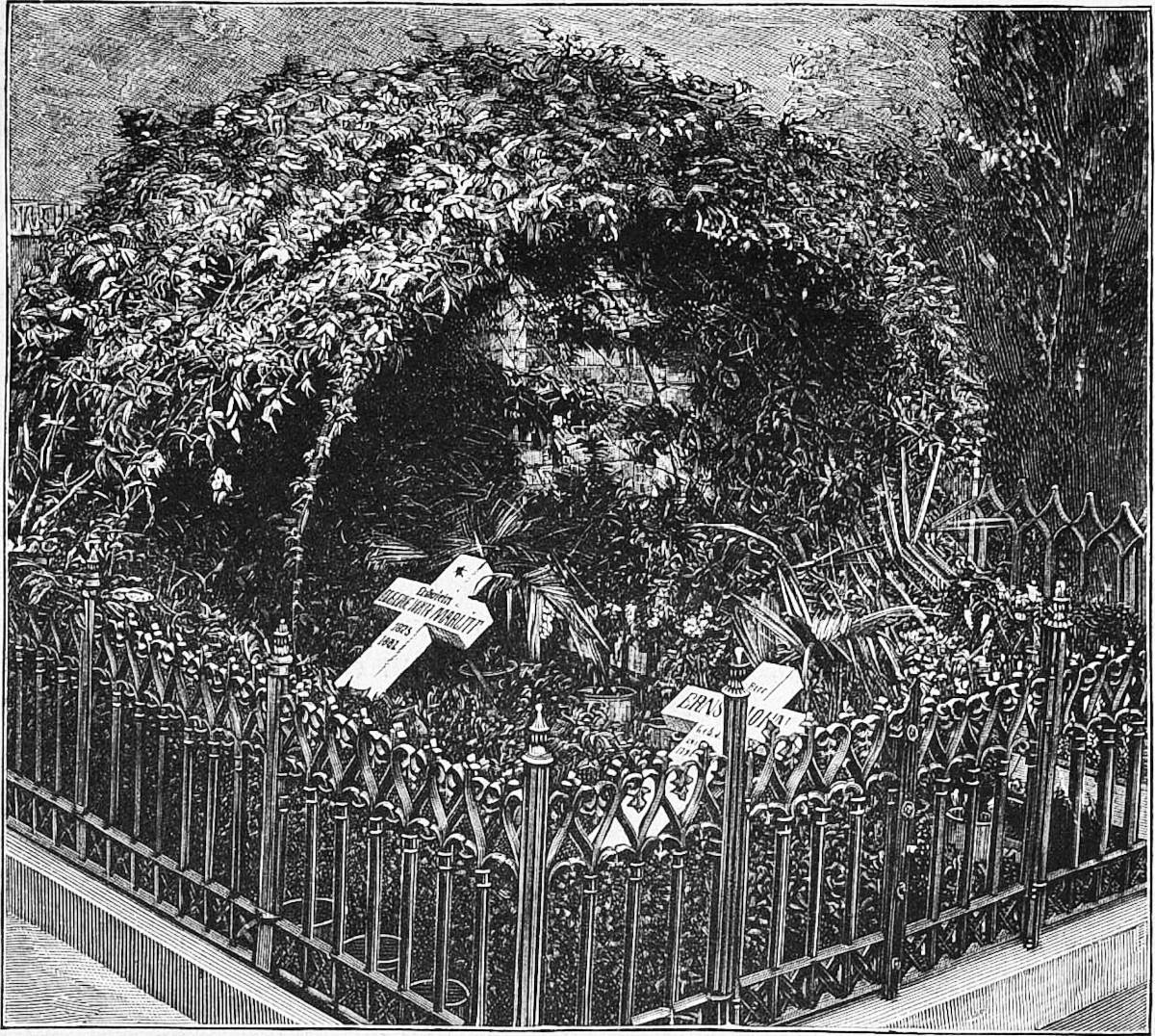
Ihr Grab auf dem Alten Friedhof (Gartenlaube, 1894)

E. Marlitt war nie verheiratet. In die Villa Marlittsheim übersiedelte sie 1871 gemeinsam mit ihrem Vater, ihrem Bruder Alfred und dessen Familie. Seit 1868 – also schon seit der Publikation ihres zweiten Romans, Das Geheimnis der alten Mamsell – war sie durch Arthritis auf einen Rollstuhl angewiesen. Sie verstarb 1887 in Arnstadt und wurde auf dem dortigen Alten Friedhof in der Unterstadt in einem Wandgrab beigesetzt.
Walter John (auch: Walter John Marlitt), ein Sohn von Marlitts Bruder Alfred und dessen Frau Ida, wurde ebenfalls Schriftsteller (Inter noctem, 1906; Die Schulratsjungen, 1907). Nach einer gescheiterten Spekulation Walter Johns war die Familie 1911 gezwungen, die Villa zu verkaufen.

## Charakteristik des Romanwerks
Marlitts Romane zeigen, dass sie das Leben bei Hof gut kannte und ihre Heimat Thüringen liebte. Das Leben bei Hofe stand in einer Zeit des erstarkenden Bürgertums auch für soziale und geistige Unabhängigkeit der Frauen, weshalb sie besonders bei diesem Teil der Leserschaft äußerst beliebt war.

### Akteure

#### Die Marlittschen Trotzköpfe
Zentraler Protagonist ist in Marlitts Romanen immer eine Frau, und zwar ein – oft hübsches – junges Mädchen zwischen 17 und 21 Jahren; in mehreren Fällen wird auch ihre Kindheitsgeschichte einbezogen. Charakteristisch für die Marlittschen Heldinnen ist, dass sie eigenständig denken und mit einem starken Bedürfnis nach Selbstständigkeit und Freiheit ausgestattet sind. Ihre Sozialisation erfolgt meist außerhalb institutionalisierter Formen und unter außergewöhnlichen Umständen, mit der Folge, dass hier freie und durchsetzungsfähige Persönlichkeiten entstehen, die ohne weiteres allein mit dem Leben zurechtkommen würden. Die Erziehung der Margarete in Die Frau mit den Karfunkelsteinen zum Beispiel erhält ihren letzten Schliff dadurch, dass die junge Frau fünf Jahre lang einen Verwandten – Geschichtsprofessor – auf dessen Reisen begleiten darf, die archäologischen Forschungen dienen. Von der realen Mädchenerziehung der Zeit, in deren Mittelpunkt das Stillsitzen mit der oftmals verhassten textilen Handarbeit stand, wichen diese Porträts extrem stark ab. Mit ihren widerborstigen, unangepassten Mädchengestalten ging Marlitt auch Emmy von Rhodens Trotzkopf-Romanen (ab 1885) voran.
Ein weiteres Merkmal der Marlittschen Trotzköpfe ist ihr Drang nach Bildung. Beispielhaft hierfür ist die Figur der Felicitas in Das Geheimnis der alten Mamsell, die gegen den ihr verordneten geistigen Tod kämpft, indem sie heimlich die von der Familie verstoßene freigeistige Tante besucht, die ihre Mentorin wird. Auch die Protagonistin in Die zweite Frau, Liane, rebelliert mit Erfolg gegen das „grausam ausgeklügelte Programm geistiger Tötung“ in der Ehe. Fast alle Marlittschen Heldinnen sind musisch begabt und gebildet. Hobohm meinte daher, dass Marlitts Romane direkt als Plädoyer für bessere Bildungschancen für Frauen zu lesen seien. Kennzeichnend für Marlitts Protagonistinnen ist weiterhin ihr starkes bürgerliches Arbeitsethos; rastlose Tätigkeit empfinden sie nicht als unangenehme Notwendigkeit oder sogar Zwang, sondern als etwas, das dem Leben einen Sinn verleiht. Am weitesten geht Marlitt hier im Falle der Käthe (Im Hause des Commerzienrathes), die zur erfolgreichen Geschäftsfrau wird.
Während bei den meisten der Marlittschen Trotzköpfe der gute Charakter von Anfang an voll ausgeprägt ist, hat die Autorin mit Reichsgräfin Gisela und Das Haideprinzeßchen zwei echte Entwicklungsromane vorgelegt, in denen die Hauptfiguren erst durch läuternde Lebenserfahrungen zu den moralischen Werten finden, die für die Marlittschen Heldinnen so charakteristisch sind.
Eine gewisse Ausnahme von Marlitts Protagonistinnenhandhabung bildet der Roman Im Schillingshof, wo für die Leser erst in der zweiten Hälfte des Handlungsverlaufes ersichtlich wird, welche der Figuren eigentlich die positive Heldin ist. Auch Amtmanns Magd fällt insofern aus dem Rahmen, als die Geschichte gar nicht aus der Perspektive der weiblichen Hauptfigur, sondern aus der ihres späteren Liebespartners erzählt wird.

#### Die Liebespartner
Die männlichen Liebespartner der Protagonistinnen werden in Marlitts Romanwerk – außer in Amtmanns Magd – von außen und ohne Einblick in ihre Gefühlswelt dargestellt. Sie vertreten mehrheitlich denselben Typus: eher unansehnlich, manchmal geradezu hässlich, mindestens zehn Jahre älter als die Protagonistin, erfahren und im Beruf fest etabliert. Einige dieser Männer sind adlig (Goldelse, Die zweite Frau, Im Schillingshof), die meisten aber gehen einer bürgerlichen Tätigkeit nach: als Arzt, Kaufmann, Industrieller oder höherer Verwaltungsbeamter. Insgesamt folgen sie dem Muster des Herrn von Walde (Goldelse), den Rudolf Gottschall 1870 folgendermaßen beschrieb: „‚jeder Zoll ein Mann‘, edel, selbstbewusst, durchgreifend, energisch, den Schein verachtend, human selbst unter rauhen Formen.“
Die männlichen Liebespartner sind als Charaktere nicht nur flach, sondern zeigen über den Handlungsverlauf meist auch nur wenig Entwicklung. Wichtigste Ausnahme ist der Baron von Mainau (Die zweite Frau), ein leichtfertiger Spötter, der seine Güter vernachlässigt und sich mit Theaterdamen amüsiert; zu mehr Solidität findet er erst durch die läuternde Begegnung mit der Protagonistin. In schwächerer Ausprägung findet sich dieses Schema der Läuterung auch bei anderen Liebhaberfiguren Marlitts, etwa bei Johannes Hellwig (Das Geheimnis der alten Mamsell), der zunächst ganz auf der Seite seiner frömmlerischen Mutter steht, sich von dieser unter dem Eindruck der feenhaften Felicitas aber immer mehr distanziert.

#### Die Antihelden
Ein Element von Marlitts Prosa, das Interpreten darin ermutigt hat, diese der Trivialliteratur zuzuordnen, ist ihre Schwarzweißmalerei. Der Protagonistin und anderen positiven Figuren werden in vielen von Marlitts Werken durch Spiegelverkehrung negative Figuren gegenübergestellt. Mehrheitlich erfolgt die Charakterisierung bereits beim Einsetzen der Haupthandlung, und mit wenigen Ausnahmen entwickeln die Figuren sich danach auch nicht weiter. Die Antihelden sind beschränkt, bigott, eitel, verzogen, lieblos und haben keinen Sinn für Kunst und Musik; vereinzelt erleichtert Marlitt ihren Lesern die richtige Einstufung noch weiter, indem sie negative Gestalten noch dazu als hässlich einführt (Im Schillingshof: Clementine, Veit).
Gelegentlich ist Marlitt von diesem Prinzip auch abgewichen. Zu ihren komplexeren Figuren zählt etwa Bärbchen in der Novelle Blaubart (1866), die als positive Figur eingeführt wird, dann aber auch eine ganz dunkle Seite offenbart. Noch weiter ist Marlitt vom Gut-Böse-Schema in ihrem Entwicklungsroman Das Haideprinzeßchen abgewichen, in dem die anfangs sympathisch gezeichneten Figuren Charlotte und Dagobert sich nach und nach als charakterlich zweifelhaft erweisen (Charlotte vermag sich später durch Buße und Liebe teilweise zu rehabilitieren), während umgekehrt Erich Claudius zunächst unsympathisch und verdächtig erscheint, sich im Handlungsverlauf dann aber als makellos positive Figur entpuppt. Auch Reichsgräfin Gisela ist ein Entwicklungsroman, in dem die Titelfigur erst nach und nach zu einem positiven Charakter heranwächst. In Amtmanns Magd kommt gar keine eindeutig negative Figur vor.
Gegen die Einstufung von Marlitts Werk als Trivialliteratur spricht unter anderem ihr zum Teil sehr bewusster Umgang mit Intertextualität. Marlitt hat viel gelesen und in ihre Arbeiten sehr oft implizite und explizite Bezüge zu anderen Texten einfließen lassen.

### Das Geheimnis
Marlitts Romane bergen regelmäßig ein zumeist aus der Vergangenheit herstammendes Geheimnis, das das Leben der Protagonistin stark beeinflusst. Oft geht es dabei um eine alte Familienschuld (Das Geheimnis der alten Mamsell, Die Reichsgräfin Gisela, Die zweite Frau, Im Schillingshof), in anderen Fällen um das Verschwinden (Die Reichsgräfin Gisela, Die Frau mit den Karfunkelsteinen), die wahre Identität (Blaubart, Goldelse, Amtmanns Magd, Das Haideprinzeßchen) oder die Schuld einer individuellen Person (Blaubart, Schulmeisters Marie, Im Hause des Commerzienrathes). In Marlitts literarischem Debüt, Die zwölf Apostel, weist bereits der Titel auf das Geheimnis hin: eine Anzahl mysteriöser versteckter Silberfiguren. In der Regel ist es die Protagonistin selbst, die das Geheimnis lüftet, wobei die Lösung stets auf dem einfachsten Wege erfolgt, oft durch die zufällige Entdeckung entlarvender Briefe oder anderer Dokumente. Einer Detektivin nahe kommt am ehesten die Heldin des Romans Die zweite Frau, Liane, die das ihr suspekt erscheinende Schriftstück einer regelrechten kriminologischen Untersuchung unterzieht. Auch die Titelfigur in der Novelle Schulmeisters Marie zeigt ein hohes Maß an detektivischem Einsatz, als sie – ohne Rücksicht auf Gefahr für ihre eigene Unversehrtheit – die Tatverdächtigen durch ein Fenster belauscht und anschließend, um Beweismaterial sicherzustellen, durch dieses sogar ins Haus einbricht.

### Sind Marlitts Romane Liebesromane?

#### Contra
Anders als später Hedwig Courths-Mahler (Nur dich allein, Ich hab so viel um dich geweint, Die Menschen nennen es Liebe, Ohne dich kein Glück, Seine große Liebe) hat Marlitt ihre Arbeiten nie bereits mit dem Werktitel als Liebesromane kenntlich gemacht.
Jutta Schönberg schrieb 1986:

„Marlitt wollte mit ihren Frauengestalten ein Vorbild für ihre Leserinnen geben. So sind wohl ihre Heldinnen die Verkörperung ihres Frauenideals. Im Mittelpunkt der Romane steht weniger die Liebesgeschichte, als das ganze Leben der Heldinnen, ihre Ansichten, Handlungsweisen, Erlebnisse und Abenteuer.“

Cornelia Hobohm, die sich in den 1990er Jahren mit Nachdruck um eine Aufnahme Marlitts in den offiziellen Literaturkanon bemüht hat, wies darauf hin, dass Marlitts Romane im Wesentlichen drei Schwerpunkte thematisieren: den Begriff der Bürgerlichkeit, Auffassungen zu Religion und Religiosität, und das Bild der Frau in der Gesellschaft des 19. Jahrhunderts. Wie Schönberg argumentierte auch sie, dass diese Themen so breiten Raum einnehmen, dass die Romane nicht als Liebesromane eingestuft werden können.

#### Pro
Die polnische Literaturwissenschaftlerin Urszula Bonter hat geurteilt, dass Hobohm in ihrem Bemühen, die Marlitt vom Ruch der Trivialliteratur zu befreien und in den Kontext der deutschen bürgerlich-realistischen Literatur des 19. Jahrhunderts einzubetten, an dieser Stelle übers Ziel hinausgeschossen sei; gegen Hobohms These wendet sie ein, dass die auf eine Verheiratung der Protagonistin ausgerichtete Liebesgeschichte das ganze Handlungsgerüst im Gegenteil wie eine Klammer zusammenhalte und aus der Handlung auf keinen Fall wegzudenken sei, was für die von Hobohm akzentuierten Themen keineswegs gelte.
Wie Bonter aufgewiesen hat, perpetuieren alle Romane Marlitts dieselbe Kerngeschichte: „Eine Kind-Frau begegnet einem etwas älteren Mann, beide verhalten sich aus diversen Gründen zuerst schroff oder sogar feindlich gegeneinander, kommen sich mit der Zeit näher (nicht selten bei der Ausführung verschiedener Samariterdienste durch die Frau) und heiraten schließlich.“ Nur die Form und äußerliche Ausschmückung sind jeweils unterschiedlich.
Der Handlungsausgang ist stets berechenbar: Die Protagonistin verlobt sich oder heiratet. Unausweichlich erscheint in Marlitts Werk jedoch das Happy End, in dem alle Handlungsstränge – auch die nebensächlichsten – zusammengeführt und zur allgemeinen Zufriedenheit gelöst, alle Fragen beantwortet, alle Rätsel entschlüsselt werden. Bonter spricht von einem stets perfekten Marlittschen Schlusstableau, das die Leser sicher macht, dass auch das spätere Eheleben der Protagonisten ein glückliches sein wird. In Goldelse, Das Geheimnis der alten Mamsell und Das Haideprinzeßchen hat Marlitt einen kleinen Epilog angehängt, der dies sogar explizit macht.

#### Abwägung
Um Gewicht und Qualität zu bemessen, die die Liebeshandlungen in Marlitts Romanen haben, kann man diese mit anderen Werken der bürgerlichen Literatur vergleichen, etwa den – ein halbes Jahrhundert vorausgegangenen – Romanen von Jane Austen. Auch Austens Romanhandlungen münden stets in die Verlobung oder Verheiratung der Protagonistin, und wie bei Marlitt hält auch bei Austen das Sichzusammenraufen der Liebenden die Handlung wie eine Klammer zusammen. Bei Austen jedoch stehen die Liebesgeschichten deshalb so weit im Vordergrund, weil ihre Protagonistinnen, um die ihnen gesellschaftlich auferlegte Pflicht zu erfüllen, nicht umhinkommen zu heiraten; ihre Aufmerksamkeit wird ganz von dem Ringen um einen Modus Vivendi absorbiert, von der Lösung der schwierigen Aufgabe, eine Ehe einzugehen, die emotional und menschlich befriedigend ist. Die Aufmerksamkeit von Marlitts Protagonistinnen dagegen konzentriert sich weitgehend auf die Auseinandersetzung mit ihren Gegenspielern, auf ihre Samariterdienste und auf das Rätsel, das die Romanhandlung ihnen aufgibt. Zwar unterziehen sie die männliche Hauptfigur einerseits von Anfang an, etwa durch beständige Scharfzüngigkeit, einer kritischen Prüfung, ob er ihre geistige Unabhängigkeit wird aushalten können, andererseits jedoch nehmen sie ihn meist erst dann und auch nur beiläufig als möglichen Liebespartner bewusst zur Kenntnis, wenn er sich einer anderen Frau zuzuwenden scheint. Die größte Spannung erreicht das Ringen der Liebenden in Amtmanns Magd, wo die männliche Hauptfigur sich bei einem Handgemenge mit der weiblichen sogar folgenreich verletzt.
Marlitt hat die Liebeshandlungen in ihren einzelnen Arbeiten auch durchaus unterschiedlich gehandhabt. Während in der Mehrzahl ihrer Romane und Erzählungen für die Leser bereits früh ersichtlich ist, wer wen liebt und damit auf ein Liebes-Happy-End zusteuert, hat die Autorin mit diesem Schema gelegentlich auch gebrochen: Erstmals geschah dies in ihrem Entwicklungsroman Das Haideprinzeßchen (1871), in dem der Leser erst in der zweiten Hälfte des Handlungsverlaufes zu ahnen beginnt, wen die Protagonistin liebt. Noch weiter ging Marlitt mit der Irreführung ihres Publikums in Im Schillingshof (1880), wo die sich anbahnende Liebesbeziehung nur für sehr aufmerksame Leser früh zu entdecken ist. Die Protagonistin, die in Marlitts Werk gewöhnlich bereits in den ersten Kapiteln eingeführt wird, erscheint hier, in eigener Person, erst in der zweiten Hälfte des Romans, und ihr späterer Liebespartner wird als verheiratet präsentiert, sodass er im Kontext der Marlittschen Erzählkonventionen als Liebesziel der Protagonistin zunächst eigentlich gar nicht gedacht werden kann.

### Das Aschenbrödelmotiv
Marlitts Protagonistinnen sind mehrheitlich Vollwaisen oder zumindest mutterlos. Selbst wenn die Mutter noch am Leben ist (Schulmeisters Marie, Goldelse, Die zweite Frau), bietet sie der Tochter keinen Schutz vor der Welt. Urszula Bonter hat vermutet, dass es dieses Fehlen bzw. diese Unfähigkeit der Mütter ist, die Literaturwissenschaftler – beginnend mit Rudolf Gottschall – wiederholt zu der Interpretation verleitet hat, dass in Marlitts Romanen stets ein Aschenbrödelmotiv vorliege. Bonter trat dieser Deutung mit dem Argument entgegen, dass tatsächlich keine einzige der Marlittschen Protagonistinnen aus prekären Unterschichtsverhältnissen in eine intakte Oberschicht einheiratet.

## Rezeption und Wirkung
Gelesen wurde Marlitts Romane in allen Bevölkerungsschichten bis hin zum Großbürgertum und Adel. Selbst den Schriftsteller Hermann von Pückler-Muskau sprach die Lektüre von Das Geheimnis der alten Mamsell so sehr an, dass er mit der Autorin eine Korrespondenz begann. Die Mehrheit von Marlitts Lesern war jedoch weiblich. Eine ihrer größten Verehrerinnen war die 41 Jahre jüngere Hedwig Courths-Mahler, und selbst Louise Otto-Peters, eine der Begründerinnen der deutschen Frauenbewegung, ehrte die Schriftstellerin nach deren Tod mit einem Nachruf.
Marlitts spektakulärer Erfolg zog viele schreibende Frauen in den Sog des Genres, wobei eine systematische Untersuchung der Epigoninnen bisher aber noch aussteht. Urszula Bonter hat in diesem Zusammenhang besonders auf Wilhelmine Heimburg, Valeska Gräfin Bethusy-Huc und Eufemia von Adlersfeld-Ballestrem hingewiesen, von denen die letztere – vor allem in ihren Schauerromanen (Haideröslein, 1880) – die größte Nähe zu Marlitts Schreibweise fand. Zu den begabtesten Autorinnen, die von Marlitt Anregungen empfangen haben, zählt aber Cilla Fechner, die in ihrem einzigen Roman, Einsam (1897), ästhetisch weit über das von Marlitt Gelernte hinausgegangen ist.

### Einzelzeugnisse
In einem Brief an seine Frau Emilie beschwert sich Theodor Fontane darüber, dass er bei weitem weniger bekannt sei als Marlitt:

„Die Sachen von der Marlitt (…) Personen, die ich gar nicht als Schriftsteller gelten lasse, erleben nicht nur zahlreiche Auflagen, sondern werden auch womöglich ins Vorder- und Hinterindische übersetzt; um mich kümmert sich keine Katze.“

Marlitts Popularität belegt weiter das folgende Zitat:

„In Leipzig wurden die meisten Damenkränzchen für den Freitagnachmittag verabredet, damit man die neueste Folge der Marlittschen Romane gemeinsam genießen konnte. Enthusiastische Mütter scheuten sich nicht, ihre Kinder nach Romanfiguren zu taufen. Auch wird eine Geschichte kolportiert, dass eine todkranke Frau als letzten Wunsch geäussert haben soll, unbedingt vom glücklichen Ende des laufenden Romans von Marlitt erfahren zu wollen, woraufhin ihr Ernst Keil einen Vorabdruck schickte.“

Von seinen Spaziergängen mit Robert Walser hat Carl Seelig berichtet, dass der Dichter die Marlitt mit folgenden Worten verteidigt hat:

„Sehen Sie, da schimpft man immer über die Marlitt! Das sind Schulmeister-Registrierungen, ungerecht und borniert. Ich habe neulich in einer alten Zeitschrift ‚Im Hause des Kommerzienrats‘ gelesen und muß sagen, daß mir ihr liberaler Geist, ihr Verständnis für soziologische und soziale Wandlungen imponiert haben. In solchen Büchern findet man oft mehr Takt und Gemüt als in den prämiierten Literaturschinken. […] Irre ich mich, wenn ich sie die erste deutsche Frauenrechtlerin nenne, die den Klassenhochmut und die selbstgefällige Frömmelei konsequent bekämpft hat?“

In dem Essay The Awful German Language, in dem der amerikanische Schriftsteller Mark Twain seine Mühe und Frustration beim Erlernen der deutschen Sprache humoristisch schildert, dient eine Passage aus Marlitts Roman Das Geheimniß der alten Mamsell als Beispiel für die Komplexität des deutschen Satzbaus. („Wenn er aber auf der Strasse der in Sammt und Seide gehüllten jetz sehr ungenirt nach der neusten mode gekleideten Regierungsrathin begegnet…“) Twain versäumt es jedoch nicht, darauf hinzuweisen, dass es sich um einen populären und ausgezeichneten Roman handle. („a popular and excellent German novel“)